# Tau1 Serpentis
Tau1 Serpentis (τ1 Serpentis, förkortat Tau1 Ser, τ1 Ser) som är stjärnans Bayerbeteckning, är en ensam stjärna belägen i den mellersta delen av stjärnbilden Ormen, i den del som representerar ”ormens huvud” (Serpens Caput). Den har en genomsnittlig skenbar magnitud på 5,17 och är synlig för blotta ögat där ljusföroreningar ej förekommer. Baserat på parallaxmätning inom Hipparcosuppdraget på ca 3,6 mas, beräknas den befinna sig på ett avstånd på ca 900 ljusår (ca 280 parsek) från solen.

## Egenskaper
Tau1 Serpentis är en röd jättestjärna av spektralklass M1 III. Den har en radie som är ca 54 gånger större än solens och en effektiv temperatur på ca 3 650 K.